# 羅曼·戈洛巴特
羅曼·戈洛巴特（西班牙語：Román Golobart)；1992年3月21日—）是一位西班牙足球運動員，在場上的位置是中後衛。他現在效力於德國足球乙級聯賽球隊厄爾士山脈奧厄足球俱樂部。